# La noche mágica
La  noche mágica es una película de coproducción entre Argentina y Uruguay de comedia estrenada el 11 de marzo de 2021. Es el primer largometraje dirigido por Gastón Portal y está protagonizado por Diego Peretti, Natalia Oreiro, Esteban Bigliardi y Pablo Rago. En un principio, iba a ser estrenada el 14 de enero del 2021. Fue el primer estreno argentino de 2021. Se filmó durante 2019.

## Argumento
Kira (Natalia Oreiro) y Juan (Esteban Bigliardi) forman un matrimonio burgués que vive en una mansión de San Isidro llena de obras de arte moderno y tienen una hija pequeña, Alicia (Isabella Palópoli). Kira mantiene una relación extramatrimonial con Cachete (Pablo Rago), el mejor amigo de su marido. La acción tiene lugar en Nochebuena, cuando Nicola (Diego Peretti), un ladrón, ingresa a la propiedad para llevarse lo que es de valor. Cuando conoce a Alicia, que lo confunde con Papá Noel, la trama toma otra dirección.

## Estructura
Toda la acción se concentra en el mismo lugar y en el mismo tiempo: la mansión familiar, durante la Nochebuena. La película, que comienza como una comedia de enredos, rompe con ciertos lugares comunes de los filmes ambientados en Navidad, como Home Alone. Además, a partir del póster con el que se promocionó, un espectador podría pensar que se trata de una tradicional película navideña. Por eso, Página/12 la ha considerado una «fábula antinavideña», ya que, además, su trama produciría «incomodidad», debido a que se sale de los lugares comunes, o bien, provoca golpes emocionales. Además, en el final, existe una revelación que cambia el tono de la trama.
En cuanto a los temas que toca la película, Natalia Oreiro declaró en una entrevista que una de las ideas centrales es lo que hacen sus padres por sus hijos, y la influencia que juegan los maridos en la vida de las esposas, además de los matrimonios que se sostienen por las apariencias. Incluso afirmó: «Lo que en apariencia parece ser el mal que viene de afuera, es la salvación y la quita de vendas respecto al monstruo que [Kira] tiene al lado». En esta línea, se ha interpretado al personaje de Nicola como una suerte de «ángel exterminador» (en oposición al San Nicolás que evoca su nombre), ya que arruina el arte abstracto presente en la mansión y abre la caja fuerte de la familia, una zona protegida por ellos.

## Recepción
En general, la película recibió comentarios positivos, que elogiaron la actuación de Peretti. Por otra parte, se destacó que «Portal demuestra que tiene muchas ideas, ganas de sorprender, de trasgredir y de incomodar» y que el filme «apela a fórmulas reconocibles para luego traicionarlas y trascenderlas». Sin embargo, Clarín la calificó como «regular» y criticó que hiciera reflexiones sobre temas de la agenda social, como la violencia de género, y que banalizara asuntos que requieren un tratamiento más reflexivo.